# Владиславув (Ліпський повіт)
Владиславув (пол. Władysławów) — село в Польщі, у гміні Ліпсько Ліпського повіту Мазовецького воєводства.